# Evald Malm
Nils Evald Malm, född 21 september 1943 i Visseltofta församling i Kristianstads län, är en svensk socialdemokratisk kommunpolitiker.

## Biografi
Mellan 1978 och 1987 var Evald Malm kommunstyrelsens ordförande och kommunalråd i Ale kommun i Västergötland.